# Gboguhé
 Gboguhé è una città, sottoprefettura e comune della Costa d'Avorio, situata nel dipartimento di Daloa. Conta una popolazione di 58 103 abitanti (censimento 2014).